# Акција спасавања Александра Ранковића из затвора 1941.
Акција спасавања Александра Ранковића, члана Политбироа Централног комитета КПЈ, из затворске болнице у Видинској улици, која је изведена 29. јула 1941. представљала је једну од највећих и најзначајнијих акција Народноослободилачког покрета у окупираном Београду 1941. године.

## Хапшење Ранковића
Александар Ранковић Марко, члан Политбироа Централног комитета Комунистичке партије Југославије ухапшен је у недељу 27. јула 1941. године око 10 часова, у Ђердапској улици у Београду. Он је тада ишао на састанак са једним илегалцем, с којим је договарао план акције за дизање у ваздух радио-станице у Макишу. Неколико дана пре тога, немачки полицијски агенти су били успели да пронађу бомбу, која је била постављена за ову акцију и ухапсе једног илегалца, који је требало да учествује у овој акцији. Приликом хапшења Ранковића један од агената Гестапоа га је ударио по глави и он се онесвестио. Потом су га онесвешћеног однели до полицијског возила, које се налазио у Улици Господара Вучића и одвезли у зграду Гестапоа, која се налазила у Ратничком дому. У сутурену ове зграде, где су се пре рата налазиле билијарске сале за официре, Немци су изградили неколико затворских ћелија.
Приликом претреса Ранковића у згради Гестапоа, код њега су нађени: концепт прогласа Централног комитета, затим проглас Месног комитета, девет хиљада динара и бележница са шифрама, које Немци нису могли да растумаче. У тој бележници је писало: 400 челика (односило се на 400 комада књига „Како се калио челик“), Ишијас (псеудоним једног илегалца који је боловао од ишијаса), Плави Монтенегро (псеудоним Ђуре Стругара) и др. Према ономе што су нашли Немци су наслутили да у рукама имају значајну партијску личност, али из његове лажне легитимације, која је гласила на име официрског чиновника Момчила Перишића, нису могли да открију његов прави идентитет. Приликом саслушавања, пошто је Ранковић ћутао и одбијао да одговара на њихова питања, један од иследника га је ударио пендреком по темену. Ранковић се онесвестио од ударца после чега је био пренесен у затворско одељење Очне болнице у Видинској улици.

## Припрема акције
Дан пре хапшења Ранковића, у суботу 26. јула 1941. године, састали су се Михаило Швабић, секретар Фонда ослобођења народа и Вукица Митровић, члан Месног комитета КПЈ за Београд да би се договорили око планова за ослобођење неколико затвореница из затворског одељења Очне болнице у Видинској улици. Студент медицине Груја Лазовић, који је радио у Очној болници, је Михаилу дао тај предлог, јер се међу затвореницима налазила и његова сестра Вера Лазовић. Месни комитет КПЈ за Београд је одобрио извођење ове акције, а Вукица Митровић и Михаило Швабић су се договорили да се са акцијом сачека, пошто је у болницу требало да буде и пребачена Митра Митровић, која се налазила у Бањичком логору.
Пошто је Мита Митровић у суботу 26. јула, била пребачена из Бањичког логора у затворски одељење Очне болнице, Михаило и Вукица су се поново састали у недељу 27. јула и договорили се да се акција спашавања затвореница изведе сутрадан у понедељак 28. јула, за време посете. Они тада нису знали да је само сат раније, ухапшен Александар Ранковић. Приликом повратка са овог састанка Михаило Швабић је сусрео Србу Андрејевића, који му је испричао да је пролазећи Јужним булеваром видео како Гестапо хапси једног илегалца и описао му његов изглед. Михаило се одмах потом састао са Милошем Матијевићем Мршом, секретаром Месног комитета КПЈ за Београд и испричао му о том хапшењу и описао му изглед ухапшеника, који му је рекао Срба. Они су тада установили да је тај ухапшеник Александар Ранковић.
Касније тог дана, Лаза Грујић је Михаилу донео писмо Митре Митровић у коме га је она обавестила да се Ранковић налази у посебној соби затворског одељења болнице, да Гестаопо још увек не зна ко је и да на његовом картону поред имена стоји знак питања. Михаило је одмах ово писмо однео Милошу Матијевићу, који га је упутио на адресу стана у ком је становала Спасенија Цана Бабовић. Она је потом о хапшењу Ранковића обавестила Јосипа Броза Тита, који се тада налазио у вили породице Ненадовић, на Дедињу. Убрзо потом Тито је од Месног комитета КПЈ за Београд добио опис затворског одељења болнице у којој је лежао Ранковић. Он је тада донео одлуку да се акција спашавања Ранковића мора извести у наредних 48 сати. План акције спасавања направили су Ђуро Стругар и Спасенија Цана Бабовић. Они су испланирали да акцију изведу четири групе са око 60 учесника, које ће блокирати околне улице и прилазе, док ће њих осморица ући, с револверима и бомбама, упасти у болницу и извести Ранковића. Док су вршене припреме за акцију, Александар Ранковић је лежао у несвести у болници. Гестапо га је сместио у посебну собу у којој је био забрањен улаз свима осим лекару. Када се предвече пробудио и схватио да се налази у затворској болници, одлучио је да даље симулира несвест.

## Акција
За дан извођења акције, одређен је уторак 29. јул 1941. године. У 8 часова ујутру болница је била блокирана, а око 60 припадника Народноослободилачког покрета, наоружаних револверима није допуштало никоме из околних улица да приђе болници. Био је затворен читав саобраћај, а немачки официри који су се ту нашли такође су чекали, не знајући шта се дешава. У близини основне школе „Вук Караџић“, налазило се руководство акције - Ђуро Стругар, Милош Матијевић, Спасенија Цана Бабовић и Вукица Митровић. Пред сам почетак акције, возач који је требало да превезе Ранковића после његовог ослобађања, је из страха одустао од акције. Када је Михаило Швабић, руководство акције, обавестио да је возач одустао, Цана Бабовић је донела одлуку да се акција одмах изведе.
Неколико минута касније акција је почела. Ударна група, која је требало да упадне у болницу, је са собом водила једног везаног, да би изгледало као да су агенти који спроводе заробљеника. Стражар Аранђел Јовановић, који је покушао да их заустави приликом уласка у болницу, био је одмах убијен. Одмах потом је био убијен и један немачки војник, који је после пуцња потрчао да интервенише. Ударна група је брзо пронашла Ранковићеву собу, у којој је он лежао са завојима на глави. Двојица су га ухватила испод пазуха и кренула ка излазу. Пошто се напољу већ огласила сирена за узбуну, неколико Немаца, који су се ту затекли су отворили ватру на њих. Том приликом је био рањен у груди Никола Савин, али је наставио да иде, и лакше је био рањен Божа Радојевић. Ударна група је наставила и Ранковића, преко рушевина пребацила у једну улицу код Бајлонијеве пијаце. Ту је био смештен у стан Милана Jенецкова, графичког радника. Ту је обукао цивилно одело и заједно са Милићем Ракићем, кренуо ка Улици Краља Петра, где су узели фијакер. Кочијашу су рекли да је Ранковић радник који је пао са грађевине и он их је одвезао до улице војводе Глигора (данас Устаничка улица). Нешто касније тог дана, Ранковић је прешао у стан у Кумодрашкој улици, на Вождовцу, где је тада боравио Иван Милутиновић.
У току ове акције, из затворског одељења Очне болнице, успео је да побегне још један затвореник - Миладин Ивановић, ког је Гестапо ухапсио два дана раније у Ускочкој улици. Он је приликом хапшења био рањен, па се због тога налазио у болници. Током акције, он је сам побегао из болнице и отишао из Београда. Неко време је боравио у селима Америћу и Малом Пожаревцу, код Младеновца, где се лечио, а потом је отишао у Космајски партизански одред. Неколико дана касније, још једна група затвореница, међу којима су биле Митра Митровић, Вера Вребалов и Ната Хаџић, је уз помоћ партијске организације, успела да побегне из болнице.

## Учесници акције
У овој акцији учествовало је шездесетак припадника Народноослободилачког покрета, међу којима је био значајан број партијских функционера. Неки од непосредних учесника акције, су касније у току Народноослободилачког рата погинули, а њих неколико је и проглашено за народне хероје. Двојица од осморице припадника Ударне групе, која је извела акцију, су касније погинула у партизанима - Никола Савин је погинуо као командир чете у Првој пролетерској ударној бригади, а Божа Радојевић, као борац у Првом шумадијском батаљону. Током рата погинуо је и Лаза Грујић, студент медицине, преко ког је и ишла веза партијске организације са затвореницима и који дао план о распореду болнице. Неки од познатијих учесника акције су били:
- Спасенија Цана Бабовић (1907-1977), чланица ЦК КПЈ и ПК КПЈ за Србију. После ослобођења обављала разне одговорне партијске и државне функције. Носилац Партизанске споменице 1941, Ордена јунака социјалистичког рада и Ордена народног хероја.
- Милош Матијевић (1902-1941), члан ПК КПЈ за Србију и секретар МК КПЈ за Београд. Ухапшен септембра 1941. и стрељан 17. децембра исте године. Проглашен је за народног хероја.
- Вукица Митровић (1912-1941), чланица ПК КПЈ за Србију и МК КПЈ за Београд. Ухапшена октобра 1941. и стрељана 17. децембра исте године. Проглашена је за народног хероја.
- Милић Ракић (1912-1943), члан КПЈ. Погинуо 18. фебруара 1943. године као политички комесар Јастребачког партизанског одреда. Проглашен је за народног хероја.
- Ђуро Стругар (1912-1941), члан ПК КПЈ за Србију и МК КПЈ за Београд. Ухапшен септембра 1941. и убрзо стрељан. Проглашен је за народног хероја.
- Михаило Швабић (1919-2002), члан КПЈ. После ослобођења обављао разне одговорне партијске и државне функције. Носилац Партизанске споменице 1941.

## Отписани
Приликом рада на адаптацији сценарија телевизијске серије Отписани, који је био углавном базиран на књизи Забрањени живот: Београд 1941—1944, аутори серије — Драган Марковић, новинар и писац књиге и Синиша Павић, сценариста, одлучили су да ову акцију уврсте у њен сценарио, али у нешто измењеном облику. Наиме у време рада на серији, 1974. Александар Ранковић се налазио у немилости режима, пошто је јула 1966. на Брионском пленуму ЦК СКЈ смењен са свих државних и партијских функција и пензионисан. Како би у сценарио унели једну од најуспешнијих акција београдских илегалаца из 1941, али и избегли Ранковића, они су ову акцију повезали са акцијом спасавања Иванке Муачевић-Николиш, коју су из болнице, заједно са тек рођеном бебом, јануара 1942. спасили београдски илегали. Ипак ова акција изведена је у доста мањем обиму и није имала исти одјек као акција спасавања Ранковића.
Прва епизода серије под називом Болница приказује како саму акцију, тако и њену припрему, у којој учествују главни јунаци серије — Прле, Тихи, Паја, Зрики и др. Уместо Ранковића, телевизијски илегалаци из болнице спасавају жену с дететом, која је окарактерисана као важна партијска личност и члан Штаба. Такође, у серији се појављује лик доктора Борића, који је инспирисан доктором Теодором Бороцким, који је помогао у акцији спасавања Иванке Муачевић, због чега је касније ухапшен. Приликом саслушавања у полицији, искористио је непажњу иследника и скочио кроз прозор, што је такође, у мало измењеном облику приказано у серији.